# بايال راجبوت
بايال راجبوت هي ممثلة هندية ولدت في 5 ديسمير 1992 بمدينة دلهي.